# Tong
Pour les articles homonymes, voir Tong (homonymie).
Pour les articles ayant des titres homophones, voir Tongue, Thongue et Slash.
 (juillet 2009).
Si vous disposez d'ouvrages ou d'articles de référence ou si vous connaissez des sites web de qualité traitant du thème abordé ici, merci de compléter l'article en donnant les références utiles à sa vérifiabilité et en les liant à la section « Notes et références ».

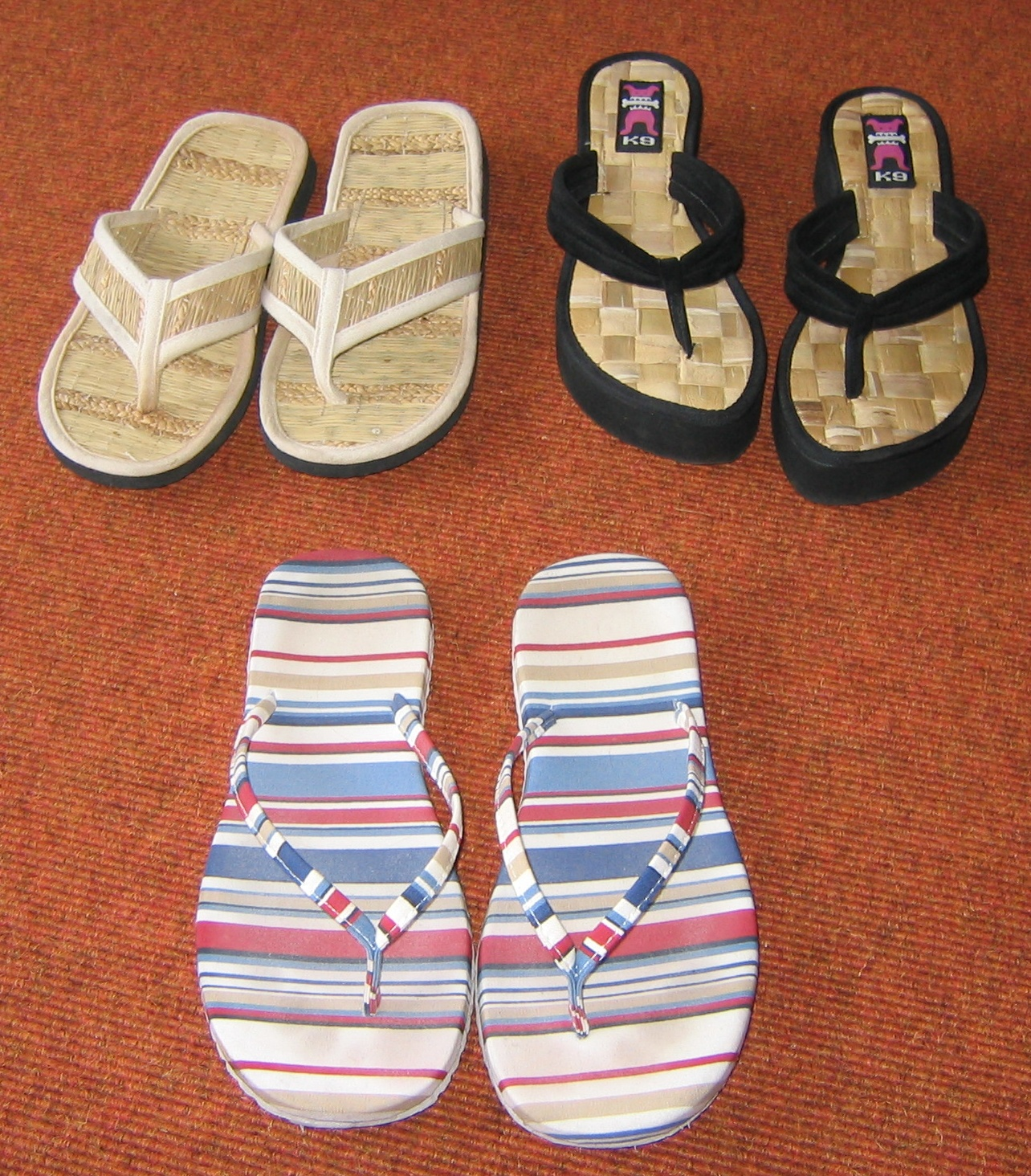
Exemples de tongs, ou claquettes.

La tong, tongo, claquette ou nu-pied, aussi appelée gougoune au Québec ou simplement sandale, slache en Belgique francophone mais plus particulièrement à Bruxelles, ou encore savate (savates deux doigts), claquette, sandale dans certaines régions françaises maritimes et d'outre-mer, est une chaussure formée d’une semelle sur laquelle sont fixées deux brides en Y dont la lanière verticale (le « bâton » sur lequel repose le Y), fixée sur la semelle, sépare le gros orteil du reste des orteils du pied. Cette caractéristique distingue depuis quelques dizaines d'années[Quand ?] les tongs de ce qui en France métropolitaine et autres régions francophones est appelé des « claquettes », le mot utilisé dans certaines régions, îles ou archipels francophones, comme la Nouvelle-Calédonie, pour désigner les tongs. Avant que la mode des sandales de maître-nageur ne se répande hors des piscines au cours des années 1980, le terme « claquettes » était utilisé en France pour désigner les sandales de plage à lanière entre les orteils. Ce nom leur vient du bruit qu'elles font pendant la marche, la semelle claquant contre le talon.
La tong, claquette ou nu-pied est une chaussure estivale et informelle dans les contrées occidentales ; elle est portée de façon quotidienne par les deux genres sous les tropiques.
Le mot « tong » vient de l'anglais « thong » (« lanière »).

## Origines

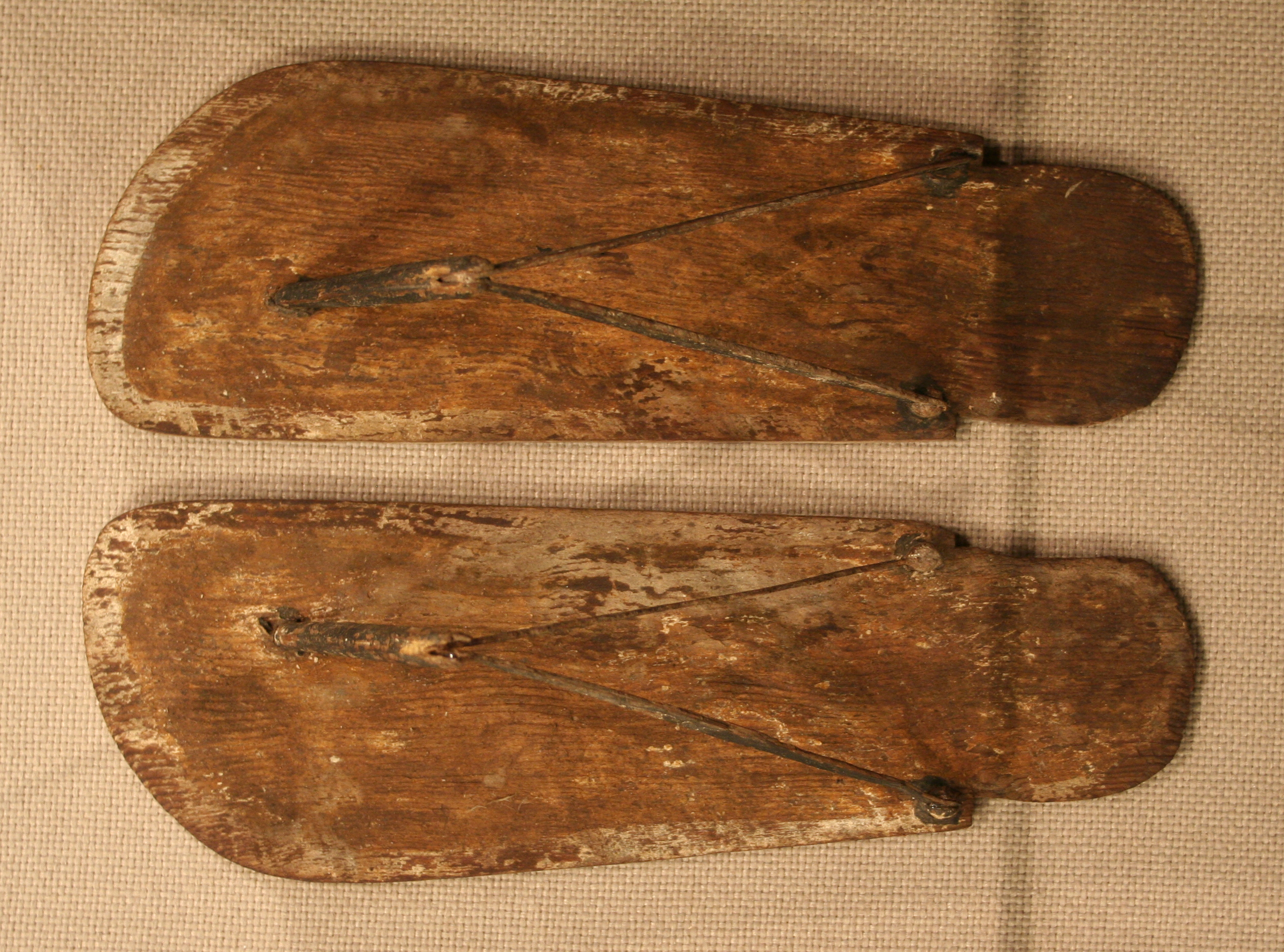
Sandale des dynasties hérakléopolitaines égyptiennes.

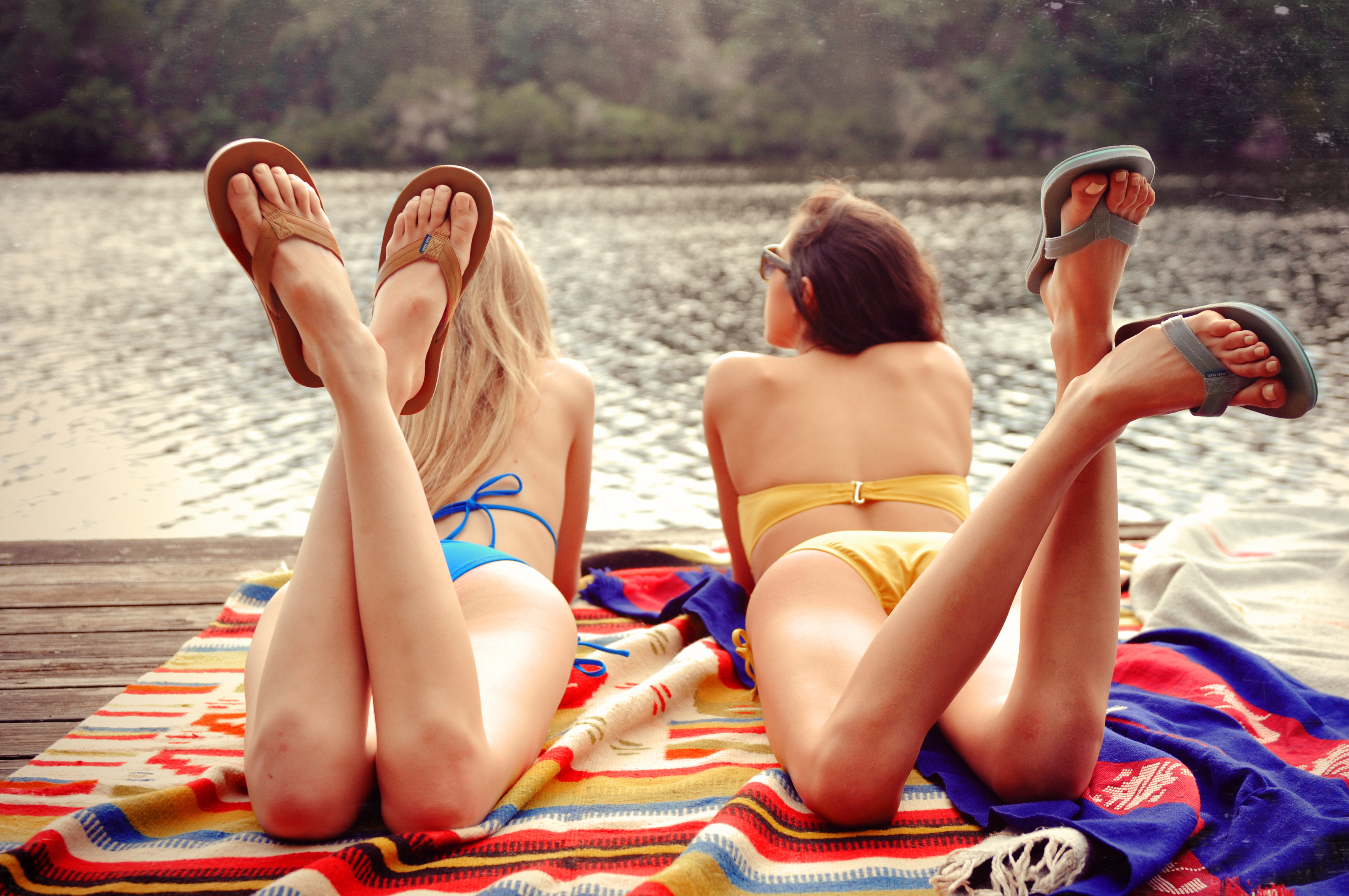
Port de tongs en été.

On retrouve des preuves de l'existence de sandales à lanière centrale sur les bas-reliefs égyptiens dès la première dynastie du premier pharaon Narmer vers 3 200 ans av. J.-C. au départ constituées d’une simple semelle rigide en papyrus tressé et dotée de lanières de cuir.
On voit apparaître dans d'autres civilisations cette forme de chaussant : Romains, Perses, Indiens, Japonais. Ces derniers les nomment « zōri » puis « geta » au XXe siècle.
C'est la zōri japonaise qui a inspiré la société brésilienne São Paulo Alpargatas lorsqu'elle a créé la tong brésilienne, la Havaianas,.
Son usage s’est ensuite largement diffusé à l’ensemble de la planète, et notamment aux zones tropicales, où il peut être quotidien. C’est le cas au Brésil, où l’on trouve le premier producteur mondial, la société Alpargatas qui, en 2012, a vendu plus de quatre milliards de paires d’Havaianas dans le monde. C’est aussi le cas dans les régions françaises d’outre-mer, où la tong, appelée « samara », « savate », « savate deux doigts » ou « claquette ». On l'utilise aussi, même très souvent sur le bord de la plage.
La tong présente l'avantage d’être peu coûteuse, rapide à chausser et adaptée à la plage, laissant le pied nu à l'air libre. Elle est devenue une mode en été.
On porte généralement la tong pied nu, la bride entravant le port de vêtements dessous, à moins de porter des chaussettes à orteils.

## Fabrication et commercialisation
La tong est aujourd’hui un accessoire de mode dont les modèles les plus chers peuvent atteindre plus de 15 000 euros (ornés d'or et de diamants). Elle est aujourd’hui déclinée dans toutes les formes, de la tong publicitaire à la tong à talons.
Elle est le plus souvent fabriquée en caoutchouc

## Restrictions d’usage
En France, un conducteur d'automobile peut être sanctionné pour conduire en tong.